# Dyscia ilivolans
Dyscia ilivolans är en fjärilsart som beskrevs av Eugen Wehrli 1953. Dyscia ilivolans ingår i släktet Dyscia och familjen mätare. Inga underarter finns listade i Catalogue of Life.